# Nymfaio
Nymfaio (în aromână Nevesca) este un oraș în Grecia în prefectura Florina. Este cunoscut ca o comunitate a vlahilor.
Dintre localnici mai cunoscut este Jean Nikou fost director al Swedish Tobacco Monopoly și Constantine Missiou  care a construit fabrici de tutun în Salonic și Hamburg.